# Ortaca (stad)

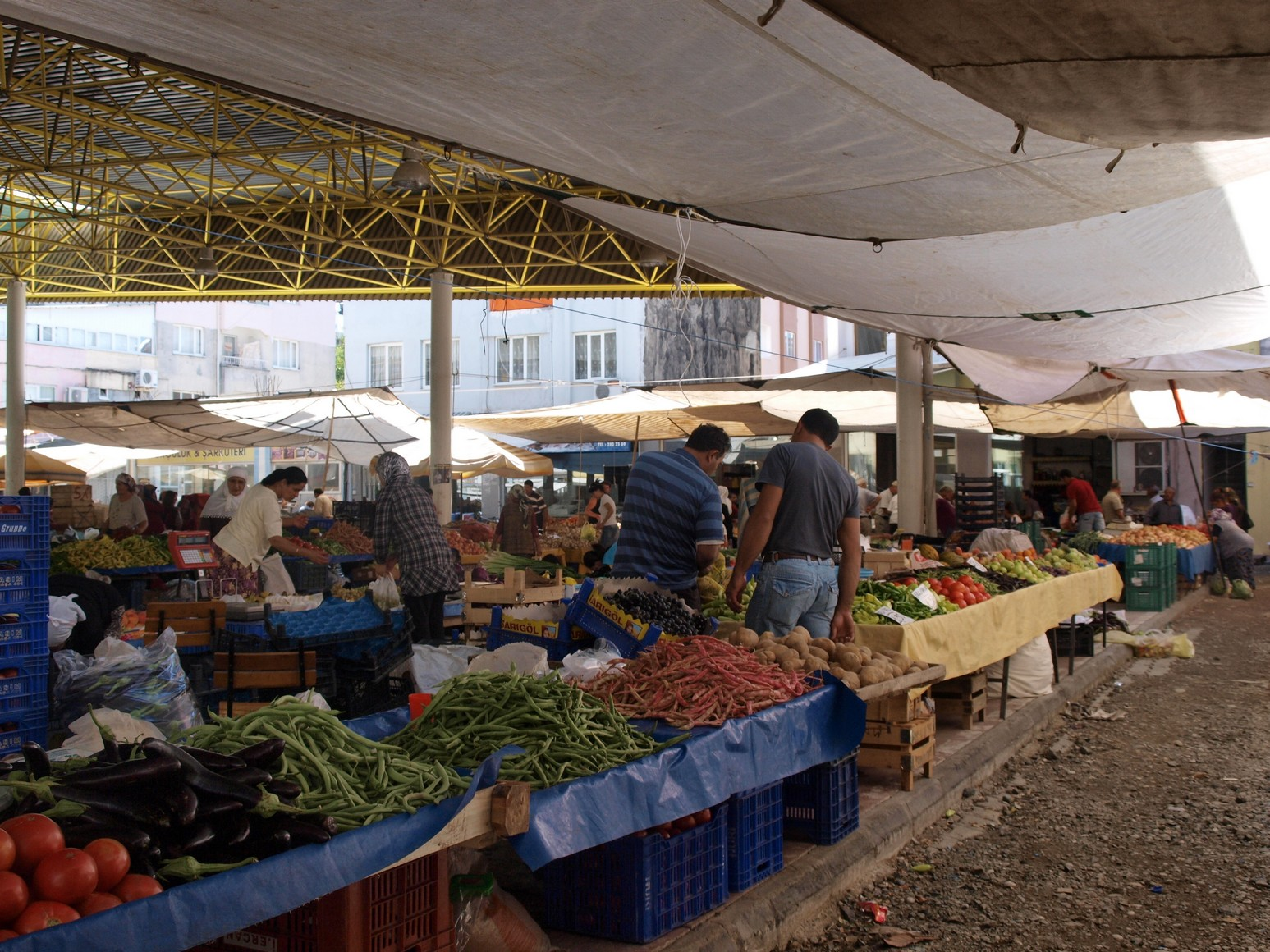
Bazar in Ortaca

Ortaca is de hoofdplaats van het Turkse district Ortaca en telt 15.346 inwoners (2000).

## Verkeer en vervoer

### Wegen
Ortaca ligt aan de nationale weg D400.
Centrale districtsplaats (İlçe Merkezi): Ortaca
Gemeenten (Beldeler): Dalyan
Dorpen (Köyler):
Akıncı · Dereköy · Ekşiliyurt · Eskiköy · Fevziye · Gökbel · Gölbaşı